# アンドレイ・パニン
アンドレイ・ヴラジミロヴィチ・パニン（ロシア語: Андрей Владимирович Панин　Andrei Vladimirovich Panin、1962年5月28日 - 2013年3月6日）はロシア連邦の俳優、映画監督である。1999年にロシア功労芸術家、2001年にロシア連邦国家賞（文芸と芸術部門）を受賞。2004年および没後の2013年にロシア国内の映画賞・ニカ賞を受賞した。

## 生い立ち
1962年のソビエト連邦・ロシア・ソビエト連邦社会主義共和国ノヴォシビルスク生まれ。父はドミトリ・アレクサンドレイ・パニン、母はアグネッサ。2年後家族はチェリャビンスクに移った。パニンは6歳の時にケメロヴォに引っ越し、少年時代をここで過ごした。当初は料理学校に進学する予定だったが、ケメロヴォ芸術学校に入学。卒業後しばらくミヌシンスキー劇場で働いた。モスクワに進出し、4度目の受験で名門国立モスクワ芸術アカデミー劇場 (MKhAT) に合格した。1990年にMKhATを卒業し、モスクワ芸術座に加入した。この頃、舞台女優のナターリャ・ロゴジナと結婚した。

## キャリア

### 舞台
モスクワ芸術座時代の舞台出演には、1997年のチェーホフの『三人姉妹』やゴーゴリの『結婚』などがある。また、オレグ・タバコフ演出の舞台にもしばしば出演した。日本との関連では、2001年に三谷幸喜脚本の『笑の大学』ロシア版で劇作家の椿役を演じ、同年の国内演劇賞を受賞している。

### 映画・テレビ
初期の出演映画には『一本道』（1992年）などがあるが、『ママ、泣かないで』（1998年）や『ママ』（1999年）における演技で有名になった。大ヒット探偵ドラマ『カメンスカヤ』（1999年 - ）の私立探偵スタソフ役、アクションスリラー『24時間』（2000年）のマフィアのボス役など、TVの仕事でも順調にキャリアを重ねた。
2000年には映画『結婚』（パーヴェル・ルンギン監督）に酔っぱらいガルクーシャ役で出演し、ゴールデンラム映画祭で最優秀俳優賞に輝いた。また『トリオ』（2002年）により「ヨーロッパの窓」映画祭最優秀男優賞（2003年）、『スーツ』（2003年）により国内映画賞ニカ賞で最優秀助演男優賞（2004年）を受賞した。存在感ある演技の名バイプレーヤーとして知られており、国内映画祭の常連だった。
パーヴェル・チュフライ監督（『ヴェーラの運転手』（2004年）に出演）、カレン・シャフナザーロフ監督（『蒼ざめた馬』（2004年）他に出演）、アレクセイ・バラバノフ監督（『モルヒネ』（2008年）他に出演）といったロシアの有名監督から、演技者として深い信頼を得ており、数々の作品に起用された。その他の映画の仕事では、『シャドウボクシング』三部作（2005年 – 2011年）のヴァリーエフ役でも有名である。
2011年よりTVシリーズ『名探偵シャーロック・ホームズ』の制作に参加し、主役のワトソン医師を演じた。しかし、編集作業段階で急逝したため、台詞の95％は現場で録音した本人の声を使用し、残りは他の俳優が吹き替えることとなった。2013年11月に同作はロシア国内で放映され、画期的なワトソン像が視聴者に好評をもって迎えられた。
早すぎる死から約1ヶ月後の2013年4月、映画『贖罪』（2011年）の演技によって、ニカ賞・最優秀助演男優賞（2013年）を受賞した。

### その他の活動
2005年TVシリーズを初監督し、2007年に映画『宇宙飛行士の孫』で共同監督を務めた。2006年には国立映画学校で実験的な俳優のワークショップを開いた。

## 私生活
最初の妻との間に一児をもうける。再婚したナターリャ・ロゴジナとの間には2人の子供がおり、家族はモスクワで暮らしていた。2013年3月7日、自宅のアパートで、頭を負傷し床に倒れて死亡している状態で発見された（3月6日に死亡）。50歳没。3月12日にチェーホフ記念モスクワ芸術座でお別れ会が開かれた。モスクワ西部のトロエクロフの聖ニコライ聖堂での葬儀の後、トロエクロフスコエ墓地に埋葬された。

## 主な出演

### 映画・TVシリーズ
| 年        | 日本語題 原題                                                             | 役名                                   | 備考 |
| --------- | ------------------------------------------------------------------------- | -------------------------------------- | --- |
| 1998      | ママ、泣かないで Мама, не горюй                                           | 船員                                   | |
| 1998      | День полнолуния                                                           | капитан                                | カレン・シャフナザーロフ監督作。 |
| 1999      | ママ Мама                                                                 | 父親役                                 | |
| 1999-2011 | カメンスカヤ Каменская                                                    | スタソフ（私立探偵）                   | |
| 2000      | 結婚 Свадьба                                                              | ガルクーシャ                           | |
| 2000      | 24時間 24 часа                                                            | Лёва Шаламов                           | |
| 2001      | Яды, или Всемирная история отравлений                                     | Чезаре Борджиа                         | カレン・シャフナザーロフ監督作。 |
| 2002      | Бригада                                                                   | Каверин                                | |
| 2002      | トリオ Трио                                                               | Николай Егорович Агапов, майор         | |
| 2003      | スーツ（シック） Шик                                                      | Платон Андреевич, закройщик            | |
| 2004      | ヴェーラの運転手 Водитель для Веры                                        | KGB大尉セヴェリェフ                    | パーヴェル・チュフライ監督作。イゴール・ペトレンコと共演。 |
| 2004      | 蒼ざめた馬 Всадник по имени Смерть                                        | ジョージ                               | カレン・シャフナザーロフ監督作。原案はボリス・サヴィンコフが1909年にロープシン名で発表した同名小説。「ロシア文化フェスティバル2006 IN JAPAN」にて『死という名の騎士』という題で上映。日本では未ソフト化。 |
| 2005      | ママ、泣かないで2 Мама, не горюй-2                                        | 船員                                   | |
| 2005      | アルティメットウェポン（シャドウボクシング1） Бой с тенью                 | ヴァリーエフ                           | |
| 2005      | 死人のはったり Жмурки                                                     | 建築家                                 | アレクセイ・バラバノフ監督作。 |
| 2005      | ドクトル・ジバゴ Доктор Живаго                                            | アンドレイ・ジバゴ（主人公ジバゴの父） | 第1話のみ出演。日本版DVDあり。 |
| 2006      | 限界戦線 Последний бронепоезд                                             | ミハイル・ロマノフ                     | 日本版DVDあり。 |
| 2007      | アーマード・ソルジャー（シャドウボクシング2：復讐） Бой с тенью 2: Реванш | ヴァリーエフ                           | 日本版DVDあり。 |
| 2007      | 宇宙飛行士の孫 Внук космонавта                                            | トーリャン・チトフ                     | 兼 共同監督作。 |
| 2007      | 罪と罰 Преступление и наказание                                           | ポルフィーリイ・ペトローヴィチ判事     | 日本版DVDあり。 |
| 2008      | モルヒネ Морфий                                                           | Анатолий Лукич Демьяненко, фельдшер    | アレクセイ・バラバノフ監督作。 |
| 2010      | カンダハル 怒りの大脱出 Кандагар                                          | アレクサンドル・ゴトフ                 | ウラジミール・マシコフ主演。日本版DVDあり。 |
| 2010      | 戦火のナージャ Утомлённые солнцем 2                                       | クラヴェット                           | ニキータ・ミハルコフ監督作。1995年のアカデミー外国語映画賞受賞作『太陽に灼かれて』の続編。日本版DVDあり。                                                                                                 |
| 2011      | ジェネレーションP Generation П                                            | Коля                                   | |
| 2011      | オルド 黄金の国の魔術師 Орда                                              | ティニベク・ハン                       | アレクセイ・アイギ監督作。本作はモスクワ国際映画祭では最優秀監督賞、主演女優賞、審査員特別賞を受賞。日本版DVDあり。                                                                                       |
| 2011      | シャドウボクシング3：ラストラウンド Бой с тенью 3D: Последний раунд       | ヴァリーエフ                           | |
| 2011      | Высоцкий. Спасибо, что живой                                              | Анатолий Нефёдов, врач Высоцкого       | |
| 2011      | 離脱 Отрыв                                                                | ачальник лагеря майор Грумель          | イゴール・ペトレンコと共演。 |
| 2011      | 贖罪 Ископление                                                           | Фёдор                                  | |
| 2013      | 名探偵シャーロック・ホームズ Шерлок Холмс                                 | ジョン・ワトソン、医者                 | アンドレイ・カヴン監督作。イゴール・ペトレンコと共演。AXNミステリーにて字幕版放送。日本では未ソフト化。                                                                                                   |